# Diplazium paradoxum
Diplazium paradoxum är en majbräkenväxtart som beskrevs av Antoine Laurent Apollinaire Fée.
Diplazium paradoxum ingår i släktet Diplazium och familjen Athyriaceae. Inga underarter finns listade i Catalogue of Life.